# Canilla

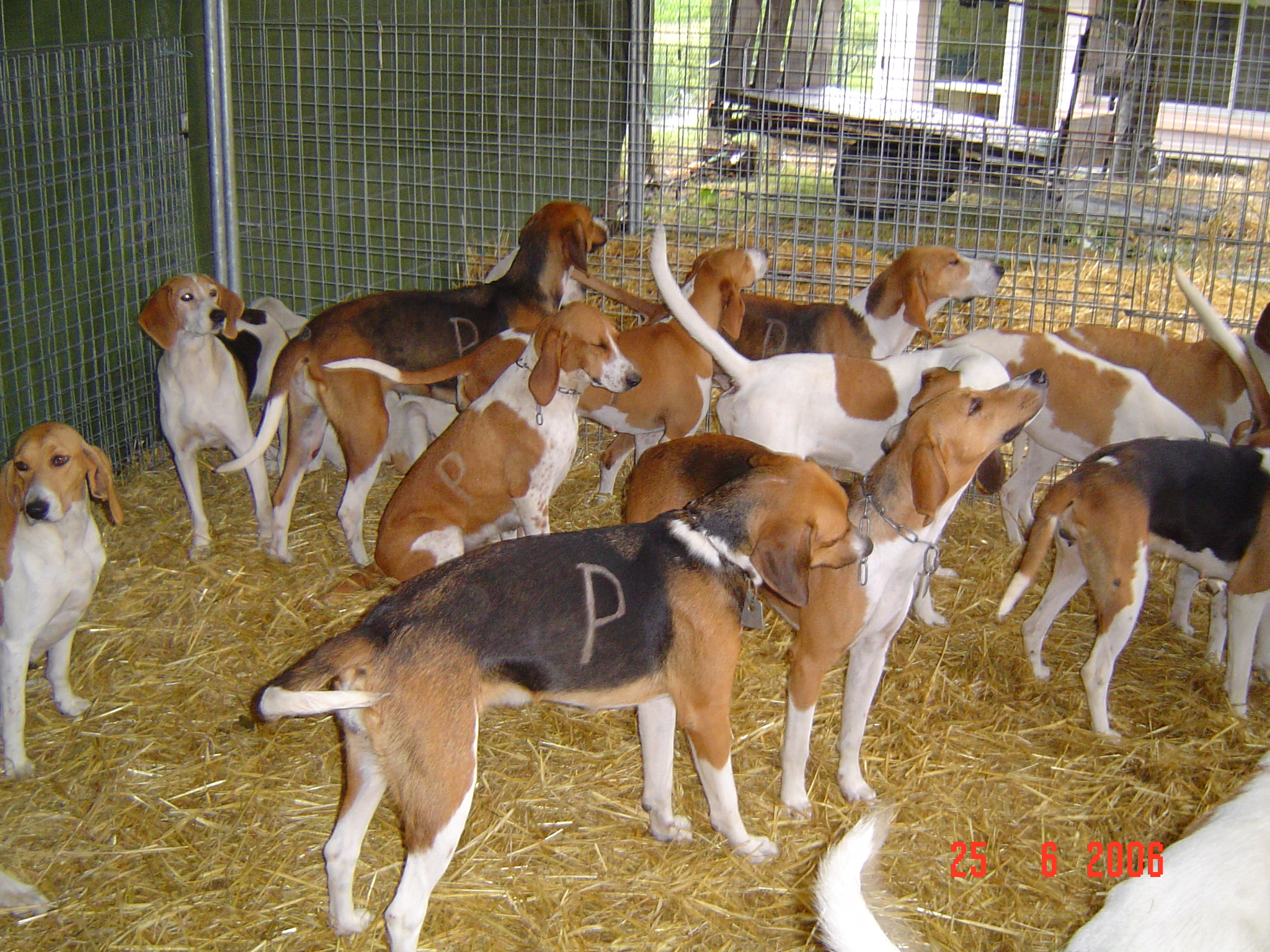
Canilla de Petit Venerie, França

Una canilla o gossada és un equip de gossos utilitzat per a la caça. Pot tractar-se de gossades de caça menor, dedicades generalment al conill, la llebre o la guineu, o bé gossades de caça major, dedicades en general al cabirol, el cérvol o el senglar.
El nombre de components d'una canilla pot variar des de quatre membres fins a més de seixanta. Generalment, les gossades per a la caça amb armes de foc estan compostes per entre quatre i deu gossos, mentre que les gossades per a la caça a la cursa estan compostes per un nombre molt més gran.
La missió d'una canilla de gossos és desxifrar el rastre d'olor deixat per un animal durant les seves aventures nocturnes fins a trobar el lloc on es troba dormint durant el dia, fer-ho saltar i perseguir fins que és abatut per un caçador en el cas de la caça amb armes de foc o fins que, extenuat després d'una carrera de diverses hores, l'animal es rendeixi als gossos, cas de la caça a la cursa. Aquest tipus de caça dona moltes oportunitats a la presa, que amb martingales freqüentment despista als gossos que la persegueixen. Durant tota la persecució els gossos han d'anar lladrant mentre corren sobre l'olor deixat per l'animal que persegueixen.